# Leon Vuylsteke
Leon Robert Antoine Gerard Vuylsteke (Rollegem-Kapelle, 5 oktober 1905 - Wetteren, 2 oktober 1989) was een Belgisch politicus en burgemeester voor de CVP.

## Levensloop
Als doctor in de geneeskunde werd Vuylsteke beroepshalve arts. Tevens was hij beheerder van het Kristen Middenstandshuis van Wetteren.
Voor de CVP werd hij verkozen tot gemeenteraadslid van Wetteren, waar hij van 1958 tot 1976 burgemeester was.
Bovendien zetelde hij van 1968 tot 1971 voor het arrondissement Dendermonde-Sint-Niklaas in de Belgische Senaat.